# Надежка (Магжана Жумабаєва район)
Наде́жка (каз. Надежка) — село у складі району Магжана Жумабаєва Північноказахстанської області Казахстану. Адміністративний центр Ногайбайбійського сільського округу.
Населення — 539 осіб (2021; 807 у 2009, 1067 у 1999, 1366 у 1989).
Національний склад станом на 1989 рік:
- росіяни — 67 %.